# Cyornis ruficauda
A Cyornis ruficauda a madarak (Aves) osztályának verébalakúak (Passeriformes) rendjébe, ezen belül a légykapófélék (Muscicapidae) családjába tartozó faj.

## Rendszerezése
A fajt Richard Bowdler Sharpe angol ornitológus írta le 1877-ben, a Setaria nembe Setaria ruficauda néven. Besorolása vitatott egyes szervezetek a Rhinomyias nembe sorolják Rhinomyias ruficauda néven.

## Alfajai
- Cyornis ruficauda boholensis Rand & Rabor, 1957
- Cyornis ruficauda isola Hachisuka, 1932
- Cyornis ruficauda occularis Bourns & Worcester, 1894
- Cyornis ruficauda ruficauda (Sharpe, 1877)
- Cyornis ruficauda ruficrissa Sharpe, 1887
- Cyornis ruficauda samarensis (Steere, 1890)
- Cyornis ruficauda zamboanga Rand & Rabor, 1957

## Előfordulása
Délkelet-Ázsiában, Indonézia, a Fülöp-szigetek és Malajzia területén honos. Természetes élőhelyei a szubtrópusi vagy trópusi síkvidéki és hegyi esőerdők. Állandó, nem vonuló faj.

## Megjelenése
Testhossza 14,5–15 centiméter, testtömege 18 gramm.

## Életmódja
Rovarokkal és pókokkal táplálkozik.

## Természetvédelmi helyzete
Az elterjedési területe nagyon nagy, egyedszáma viszont csökken, de még nem éri el  a kritikus szintet. A Természetvédelmi Világszövetség Vörös listáján nem fenyegetett fajként szerepel.